# Talsperre Sabugal
Die Talsperre Sabugal (portugiesisch Barragem de Sabugal bzw. Barragem de Nossa Senhora da Graça) liegt in der Region Mitte Portugals im Distrikt Guarda. Sie staut den Côa, einen linken (südlichen) Nebenfluss des Douro zu einem Stausee (port. Albufeira da Barragem da Sabugal) auf. Die namensgebende Stadt Sabugal befindet sich ca. 500 Meter nördlich der Talsperre.
Mit dem Projekt zur Errichtung der Talsperre wurde im Jahre 1994 begonnen. Der Bau wurde 2000 fertiggestellt. Die Talsperre dient neben der Bewässerung auch der Trinkwasserversorgung. Sie ist im Besitz der DGADR.

## Absperrbauwerk
Das Absperrbauwerk ist ein Staudamm mit einer Höhe von 58,5 m über der Gründungssohle (56,5 m über dem Flussbett). Die Dammkrone liegt auf einer Höhe von 794 m über dem Meeresspiegel. Die Länge der Dammkrone beträgt 1.005 m und ihre Breite 7 m. Das Volumen des Staudamms umfasst 1,894 Mio. m³.
Der Staudamm verfügt sowohl über einen Grundablass als auch über eine Hochwasserentlastung. Über den Grundablass können maximal 28,3 m³/s abgeleitet werden, über die Hochwasserentlastung maximal 182 m³/s. Das Bemessungshochwasser liegt bei 569 m³/s; die Wahrscheinlichkeit für das Auftreten dieses Ereignisses wurde mit einmal in 1.000 Jahren bestimmt.

## Stausee
Beim normalen Stauziel von 790 m (maximal 791,81 m bei Hochwasser) erstreckt sich der Stausee über eine Fläche von rund 7,32 km² und fasst 114,3 Mio. m³ Wasser – davon können 10,4 Mio. m³ genutzt werden. Das minimale Stauziel liegt bei 774 m.